# Atenolfo (condottiero XI secolo)
Atenolfo (... – post 1042) è stato un condottiero longobardo, figlio di Pandolfo III di Benevento e fratello di Landolfo VI.

## Biografia
Quando, nel 1040, Arduino topoterites di Melfi e i suoi mercenari normanni si ribellarono contro l'autorità bizantina, Benevento era ancora un principato longobardo indipendente del Mezzogiorno d'Italia. 
Nel corso della rivolta, Arduino aveva ottenuto l'appoggio di Guaimario IV di Salerno (che intravedeva la possibilità di liberarsi dal giogo bizantino) e l'aiuto di Guglielmo Braccio di Ferro e dei suoi cavalieri normanni. In seguito all'uccisione di diversi magistrati e dello stesso catapano, Niceforo Dokeianos, la rivolta dilagò. 
Fu inviato un nuovo catapano, Michele Dokeianos (fratello del catapano ucciso), che si precipitò, con le poche truppe a disposizione, a sedare la rivolta, ma, intercettato dai Normanni presso Venosa, fu duramente sconfitto in battaglia (17 marzo 1041). I Normanni, vittoriosi sul catapano una seconda volta nei pressi di Canne (4 maggio 1041), raccolsero un ricco bottino e spinsero molte altre popolazioni longobarde della Daunia a ribellarsi e ad accorrere a Melfi, diventata il centro della rivolta. Subito aderirono Argiro, che passò dalla parte degli insorti, e Atenolfo, che inizialmente assunse il comando dell'insurrezione. 
Il 3 settembre 1041, nella battaglia di Montepeloso, gli insorti sconfissero ancora i bizantini guidati dal nuovo catapano, Exaugusto Boioannes, figlio del grande Basilio Boioannes. Il catapano catturato venne condotto prigioniero a Benevento dal principe Pandolfo III di Benevento, il quale, successivamente, venuto meno l'appoggio di Guaimario IV, venne a trattative coi bizantini e nel febbraio 1042 rilasciò il catapano dietro riscatto. 
Si ignora la data di morte di Atenolfo.